# آراف‌ای ادی‌ریف (ای۲۰۲)
آراف‌ای ادی‌ریف (ای۲۰۲) (به انگلیسی: RFA Eddyreef (A202)) یک کشتی بود که طول آن ۲۸۶ فوت ۵ اینچ (۸۷٫۳ متر) بود. این کشتی  در سال ۱۹۵۳ ساخته شد.